# Jean Ier de Brandebourg-Küstrin
Pour les articles homonymes, voir Jean Ier.
Jean Ier de Brandebourg-Küstrin (en allemand : Johann von Brandenburg-Küstrin), dit Le Sage, appelé également Hans de Küstrin, né le 3 août 1513, décédé le 13 janvier 1571, est margrave de Brandebourg-Küstrin de 1535 à sa mort. Il est resté le seul souverain d'une branche cadette de la maison de Hohenzollern ; sa principauté comprenant de larges parties de la Nouvelle-Marche est réintégrée à la marche de Brandebourg à la date de son décès.

## Famille
Jean Ier appartient à la lignée de la maison de Hohenzollern qui donna des électeurs de Brandebourg depuis 1415, ayant pour ancêtre Bouchard Ier, comte de Zollern, mentionné en 1061.

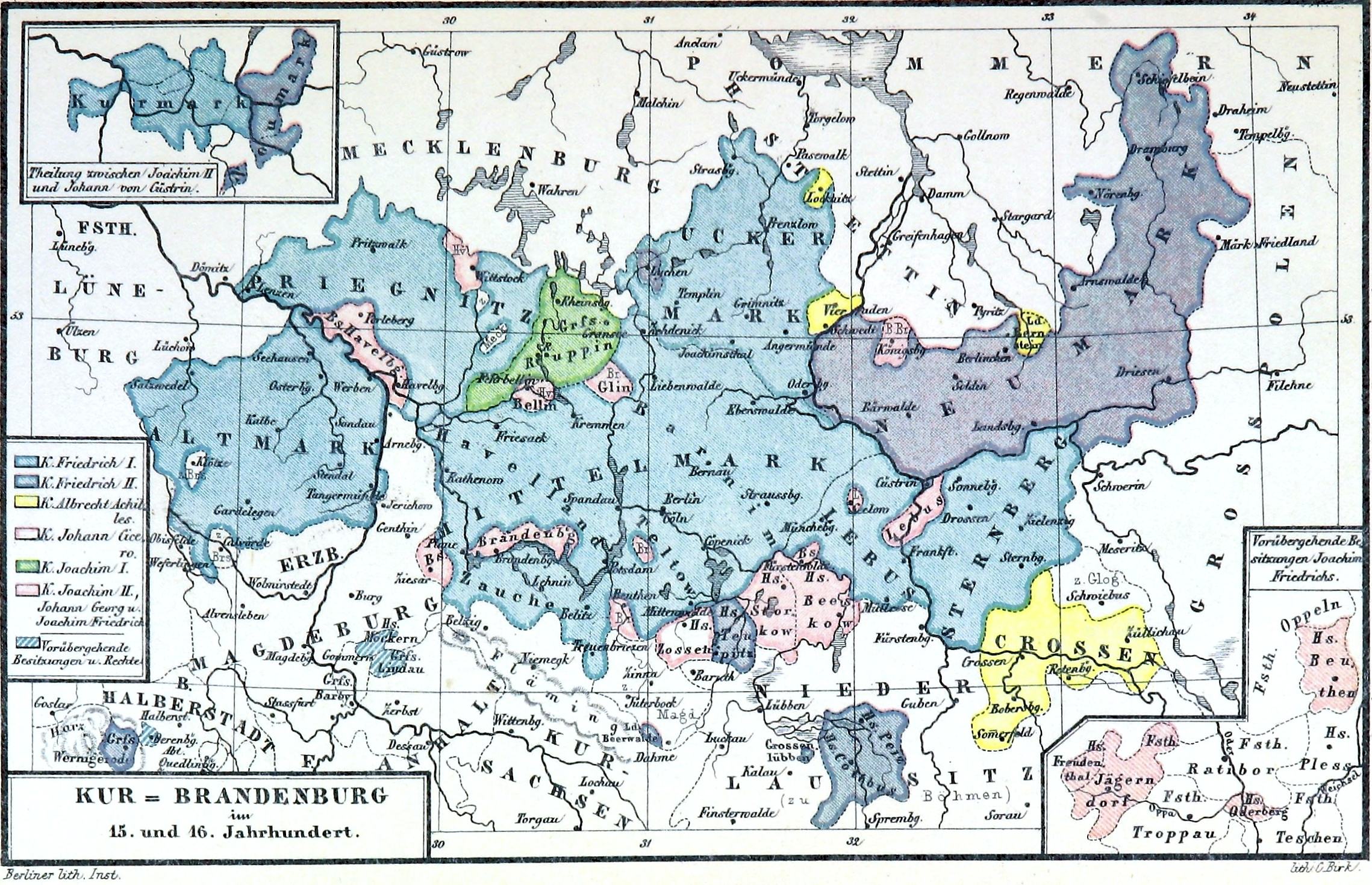
L'électorat de Brandebourg au XVIe siècle.

Fils cadet de Joachim Ier Nestor de Brandebourg et de son épouse Élisabeth, la fille du roi Jean Ier de Danemark. Contrairement à un règlement des Hohenzollern, son père, avant son décès, avait rédigé un testament dans lequel il exprima sa volonté de répartir la marche de Brandebourg entre ses deux fils : l'aîné Joachim II Hector reçut l'élecorat (Kurmark), tandis que le cadet Jean Ier reçut, quant à lui, la principauté de Brandebourg-Küstrin.

## Biographie
En 1535, Jean Ier établit sa résidence au château de Custrin. Dès l'année suivante, il régna sur une principauté d'une superficie de 12 500 km2 comprenant :
- la Nouvelle-Marche jusqu'à Dramburg et Schivelbein au nord-est,
- l'ancien duché silésien de Crossen avec Züllichau et Sommerfeld,
- le pays de Sternberg et
- l'enclave de Cottbus et Peitz en Basse-Lusace.

Jean Ier développa la ville de Custrin et commença la construction de la forteresse sur le rives de l'Oder.

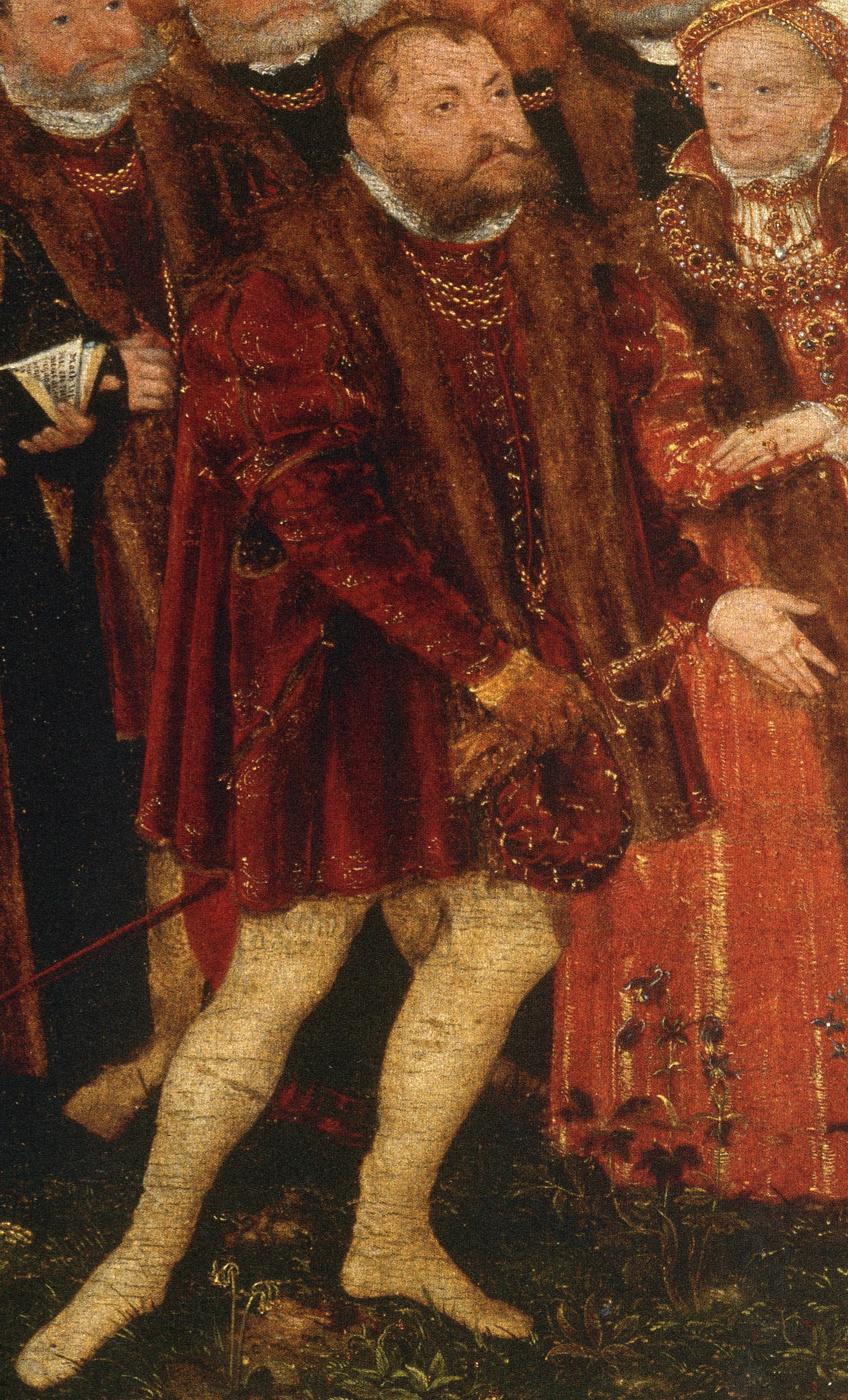
Jean Ier et sa sœur Marguerite de Brandebourg, détail d'un tableau de Lucas Cranach le Jeune (1556).

À la différence de son frère aîné, Jean Ier de Brandebourg-Küstrin fut un homme très pieux. Doté d'une grande énergie, il posséda une grande intelligence dans les domaines de l'économie et de la politique. Il parvint à stabiliser son État économiquement et militairement. De confession protestante, en 1538 il adhéra à la ligue de Smalkalde des princes luthériens. Toutefois, en raison de conflits d'intérêts, il participa à la guerre de Smalkalde (1546-1547) du côté de l'empereur Charles Quint. En échange, Charles lui accorda la liberté religieuse dans son État. 
Par contre, Jean Ier de Brandebourg-Küstrin espéra en vain acquérir le duché de Poméranie au nord de son margraviat. Lors de la réunion de la Diète d'Empire (Reichstag) à Augsbourg en 1548, il se fâcha avec l'empereur Charles Quint qui, après sa victoire à la bataille de Mühldorf, tenta d'imposer la réinsertion des protestants dans l'Église catholique. Jean Ier rejeta l’Intérim d'Augsbourg sans discussion et refusa de participer à la procession de la Fête-Dieu. Tombé en disgrâce, l'intercession du roi Ferdinand Ier et de son frère Joachim II Hector lui préserve des conséquences graves.
De retour dans sa principauté de Brandebourg-Küstrin il tenta de créer une alliance contre les Habsbourg, mais sans succès. Plus tard, il se tient à distance de l'opposition des princes dirigée par l'électeur Maurice de Saxe. En 1556, il renonça au margraviat de Brandebourg-Kulmbach en faveur de son cousin Georges-Frédéric Ier.
Jean Ier de Brandebourg-Küstrin décéda dix jours après son frère aîné, le 13 janvier 1571, il fut inhumé dans la crypte sous l'autel de l'église Sainte Marie de Custrin. Étant décédé sans descendance mâle, sa principauté fut réunifiée à la marche de Brandebourg, gouvernée par son neveu l’électeur Jean-Georges, fils de Joachim II. Jean Ier de Brandebourg-Küstrin laissa une fortune de plus d'un demi million de florins, tandis que son frère laissait une dette de 2,5 millions de florins.

## Mariage et descendance

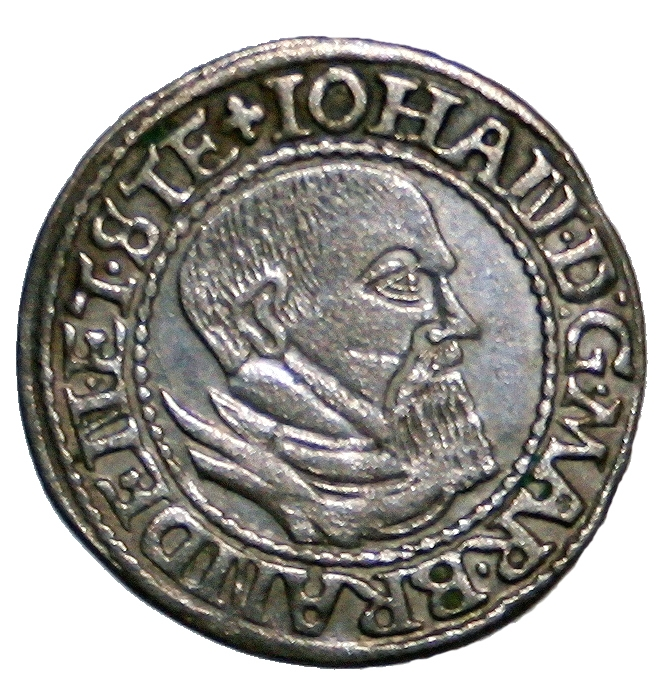
Un grosschen à l'effigie de Jean Ier de Brandebourg (1545).

En 1537, Jean épouse Catherine de Brunswick-Wolfenbüttel (morte en 1574), une fille du duc Henri II de Brunswick-Wolfenbüttel. Deux filles sont nées de cette union :
- Élisabeth (1540-1578), épouse en 1558 le margrave Georges-Frédéric de Brandebourg-Ansbach ;
- Catherine (1549-1602), épouse en 1570 l'électeur Joachim III Frédéric de Brandebourg.